# Garb Tenczyński

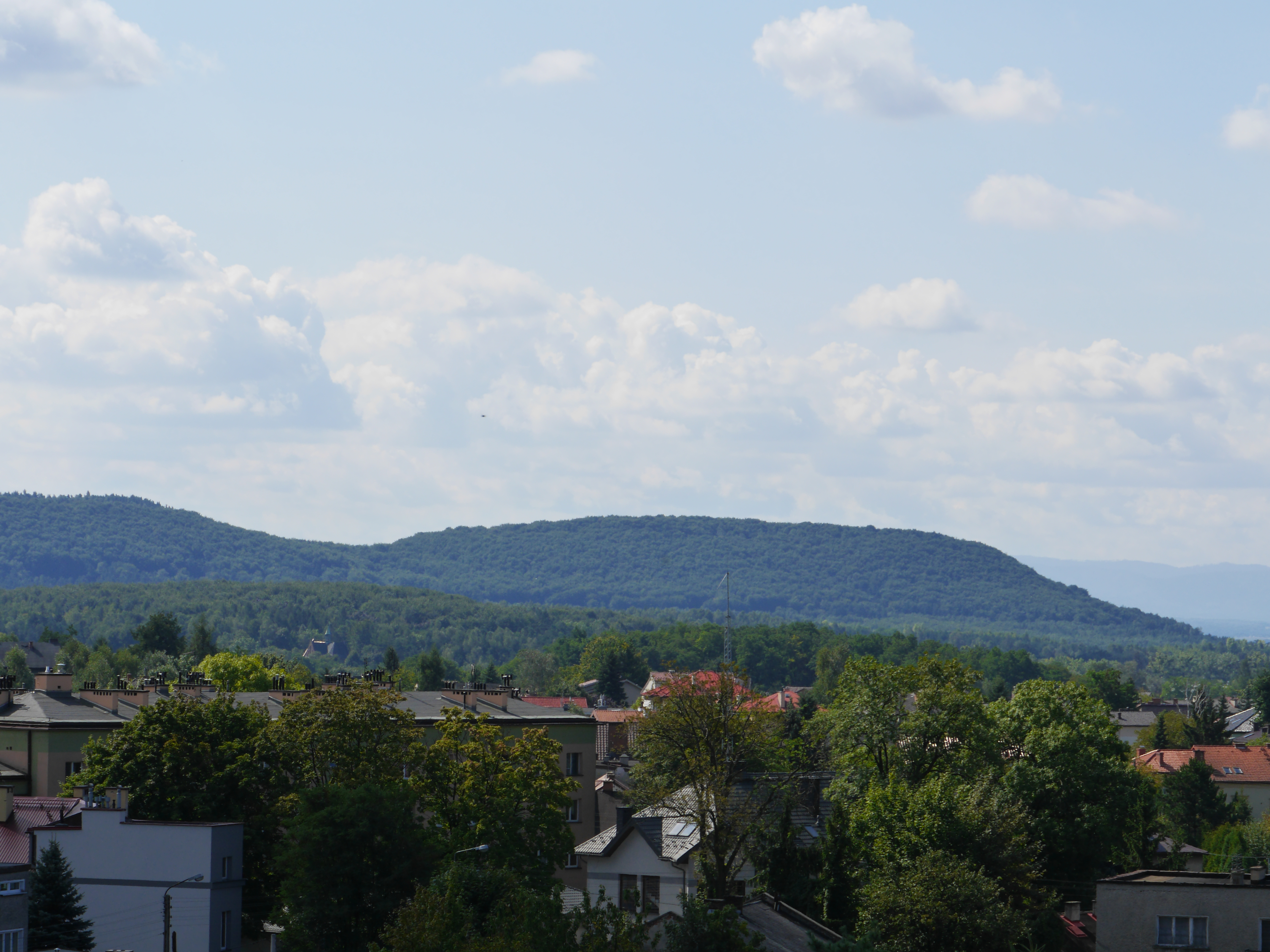
Garb Tenczyński z Chrzanowa

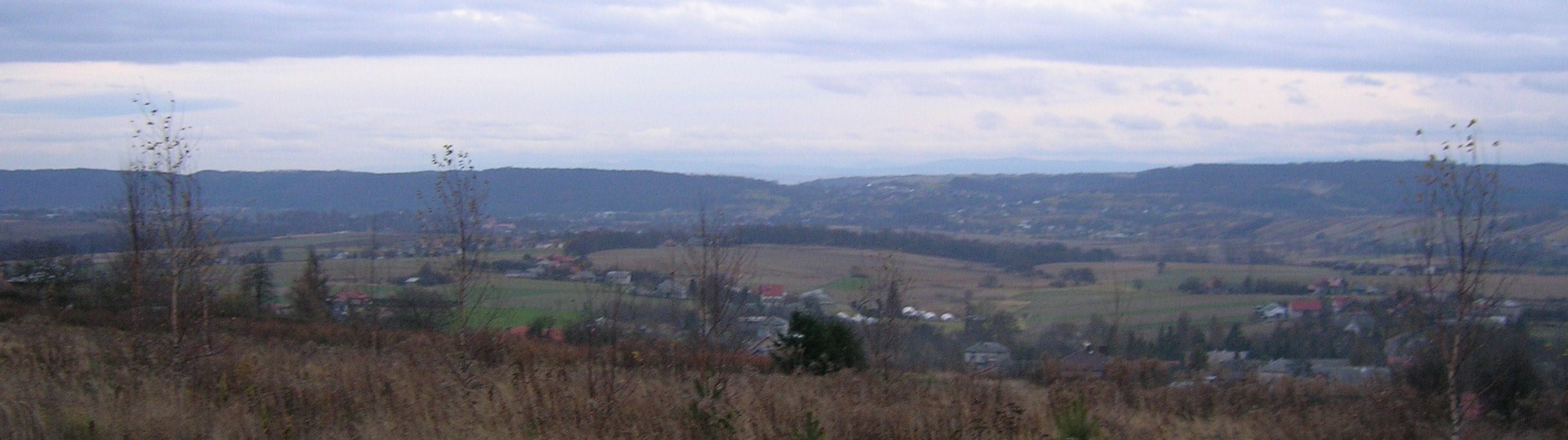
Garb Tenczyński

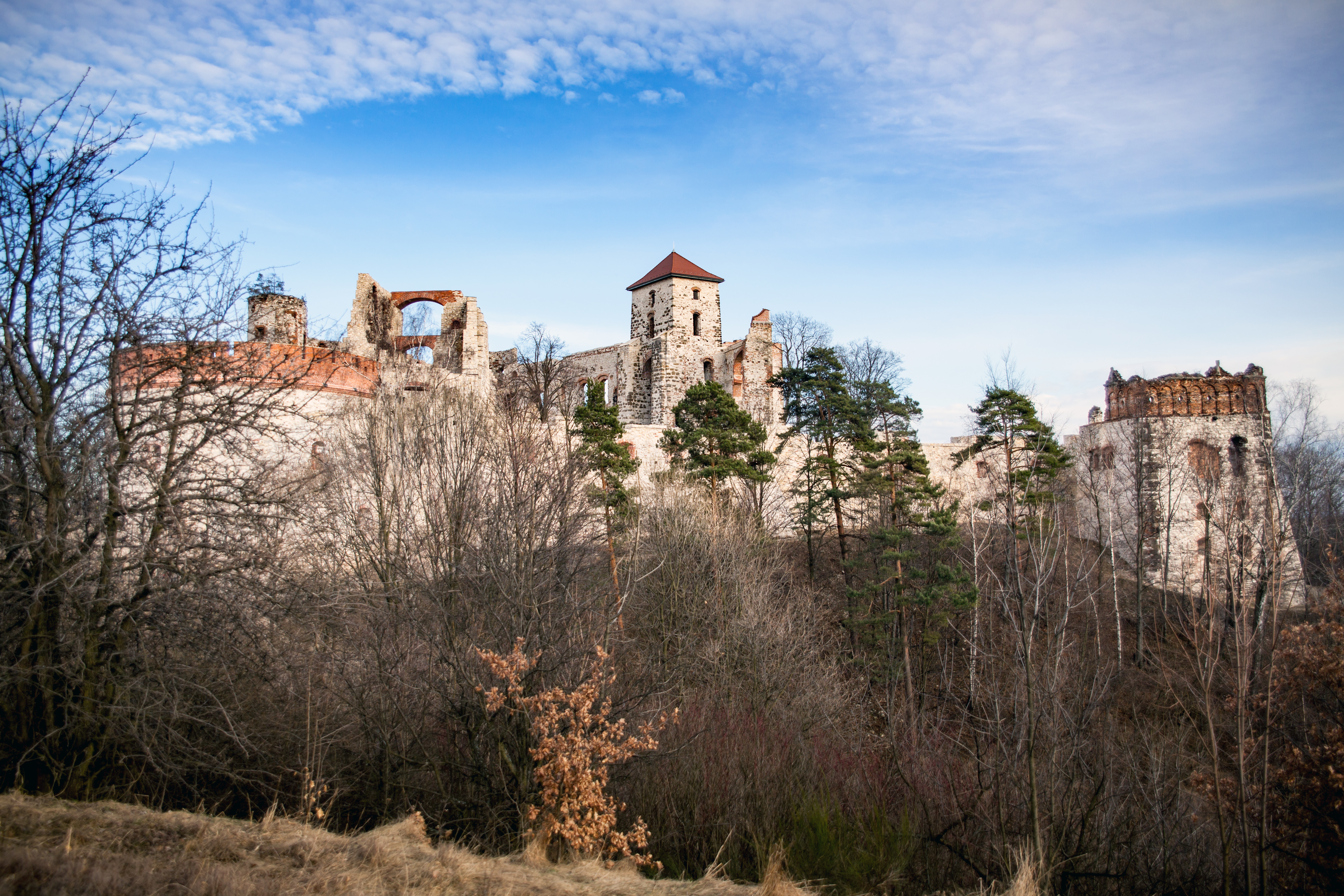
Zamek Tenczyn

Garb Tenczyński – południowy fragment Wyżyny Krakowsko-Częstochowskiej, mezoregion fizycznogeograficzny (341.34) o powierzchni około 270 km², położony na zachód od Krakowa, oddzielony od zasadniczej części wyżyny zapadliskiem tektonicznym Rowu Krzeszowickiego.
Jest to zrąb tektoniczny o dość skomplikowanej budowie geologicznej, upadający uskokami do Kotliny Oświęcimskiej i Bramy Krakowskiej. Spod górnojurajskich wapieni odsłaniają się starsze, dewońskie i karbońskie skały oraz permskie wulkaniczne porfiry i melafiry. Stoki są pokryte lessem.
Najwyższym punktem jest twardzielcowy pagór Góra Zamkowa w Rudnie koło Tenczynka (411 m n.p.m.). Przedłużeniem Garbu ku wschodowi są odizolowane zrębowe wzniesienia w obrębie Bramy Krakowskiej na terenie Krakowa, z których największym jest Pasmo Sowińca, ciągnące się od Kryspinowa do ujścia Rudawy do Wisły.
Region jest silnie zalesiony, odznaczający się dużą atrakcyjnością krajobrazową. Częściowo objęty Tenczyńskim Parkiem Krajobrazowym i Rudniańskim Parkiem Krajobrazowym (w południowej części), liczne rezerwaty przyrody: Bukowica, Lipowiec, Zimny Dół i Dolina Mnikowska – głęboki jar rzeki Sanki, Skała Kmity w przełomie Rudawy we wschodniej części Garbu. Dość gęsto zaludniony.

## Atrakcje turystyczne
Region o dużej atrakcyjności turystycznej. W jego obrębie znajdują się m.in.:
- ruiny zamku Tenczyn w Rudnie,
- ruiny zamku Lipowiec w Wygiełzowie,
- Nadwiślański Park Etnograficzny,
- barokowy zespół klasztorny bernardynów w Alwerni,
- kościół pw. Stygmatów św. Franciszka wraz z cudownym obrazem Ecce Homo w Alwerni,
- XVIII i XIX-wieczna zabudowa rynku w Alwerni,
- Muzeum Straży Pożarnej w Alwerni – najstarsze w Polsce.
- Rezerwat przyrody Dolina Potoku Rudno
- Skała Kmity
- Tenczyński Park Krajobrazowy
- Rudniański Park Krajobrazowy

## Wykorzystanie gospodarcze
Działają kamieniołomy wapienia, melafiru, diabazu, dawniej w Tenczynku istniały także kopalnia węgla kamiennego. Przez garb prowadzi autostrada A4 Kraków – Katowice („Chrzanówka”) i lokalna linia kolejowa Trzebinia – Alwernia – Wadowice, zamknięta dla ruchu osobowego w roku 2002.

## Wzgórza
- Buca Góra (369 m)
- Buczyna (330 m)
- Bukowa Góra (378 m)
- Bukowina (284,3 m)
- Chełm (372 m)
- Czerwieniec (380,3 m)
- Dymniok (337 m)
- Goła Góra (255 m)
- Góra Kamionka (358,4 m)
- Popówka (343 m)
- Porąbka (361 m)
- Wał (301 m)
- Winnica (324 m)
- Góra Zamkowa (Zamek Tenczyn) (407,8 m)
- Góra Zamkowa (360 m)
- Grzmiączka (359,6 m)
- Kamienna Góra (282 m)
- Klicówka (280 m)
- Kozieniec (326 m)
- Krzemionki (360,1 m)
- Liguniowa Góra (359 m)
- Łazy (342 m)
- Niedźwiedzia Góra (354 m.)
- Osławka (258,4 m)
- Pasternik (317 m)
- Pękacz (310 m)
- Pod Rokoszem (227 m)
- Pozornia (291 m)
- Prześnice (285,5 m)
- Siwa (375 m)
- Skałki (326,4 m)
- Soświca (314 m)
- Stadła (379 m)
- Ułańskie Zdrowie (318 m)
- Węgielnica (257 m)
- Wielka Góra (385,9 m)
- Winna Góra (333 m)
- Winnica (391 m)
- Zalaska (380 m)
- Zręby (377,6 m)

Wysokości na podstawie mapy Geoportalu.

## Doliny
- Czarny Dół
- Dolina Aleksandrowicka
- Dolina Borowca
- Dolina Brzoskwinki
- Dolina Grzybowska
- Dolina Mnikowska
- Dolina Nielepicka
- Dolina Rudawy
- Dolina Rudna
- Dolina Sanki
- Kotlina Tenczynka
- Półrzeczki
- Wąwóz Kochanowski
- Zapustny Dół